# Banca centrale saudita
La Banca Centrale Saudita (in arabo: البنك المركزي السعودي), precedentemente nota come Autorità Monetaria dell'Arabia Saudita (SAMA; in arabo: مؤسسة النقد العربي السعودي), fondata nel 1952, è la banca centrale del Regno dell'Arabia Saudita. Nonostante il cambio di nome nel 2020, la Banca centrale saudita ha continuato a utilizzare lo stesso acronimo (SAMA).
La moneta ufficiale è il riyal saudita.